# UCI-Trial-Weltcup 2024
Beim UCI-Trial-Weltcup 2024 wurden durch die Union Cycliste Internationale die Weltcupsieger im Trial ermittelt.

## Ablauf
Das Programm des Trial-Weltcups wurde im November des Vorjahres angekündigt; zum ersten Mal seit 2018 enthielt es wieder vier Veranstaltungen:
- Myrkdalen: 5.–7. Juli
- Wadowice: 9.–11. August
- Cordon: 13.–15. September
- Mouilleron-le-Captif: 22.–24. November

Der vierte und letzte Weltcup zählte nach dem Reglement doppelt.

## Männer 20 Zoll
| # | Datum         | Ort                  | Erster             | Zweiter          | Dritter            |
| - | ------------- | -------------------- | ------------------ | ---------------- | ------------------ |
| 1 | 7. Juli       | Myrkdalen            | Eloi Palau         | Borja Conejos    | Alejandro Montalvo |
| 2 | 15. September | Wadowice             | Alejandro Montalvo | Eloi Palau       | Niilo Stenvall     |
| 3 | 3. September  | Cordon               | Alejandro Montalvo | Borja Conejos    | Eloi Palau         |
| 4 | 24. November  | Mouilleron-le-Captif | Borja Conejos      | Robin Berchiatti | Thomas Pechhacker  |

Gesamtwertung
| Platz | Name               | Punkte |
| ----- | ------------------ | ------ |
| 1     | Borja Conejos      | 845    |
| 2     | Alejandro Montalvo | 790    |
| 3     | Eloi Palau         | 690    |
| 4     | Thomas Pechhacker  | 640    |
| 5     | Robin Berchiatti   | 590    |
| 6     | Diego Crescenzi    | 515    |

## Männer 26 Zoll
| # | Datum         | Ort                  | Erster        | Zweiter       | Dritter          |
| - | ------------- | -------------------- | ------------- | ------------- | ---------------- |
| 1 | 7. Juli       | Myrkdalen            | Daniel Barón  | Charlie Rolls | Oliver Weightman |
| 2 | 15. September | Wadowice             | Charlie Rolls | Jack Carthy   | Julen Saenz      |
| 3 | 3. September  | Cordon               | Jack Carthy   | Julen Saenz   | Charlie Rolls    |
| 4 | 24. November  | Mouilleron-le-Captif | Charlie Rolls | Julen Saenz   | Daniel Barón     |

Gesamtwertung
| Platz | Name             | Punkte |
| ----- | ---------------- | ------ |
| 1     | Charlie Rolls    | 900    |
| 2     | Daniel Barón     | 715    |
| 3     | Julen Saenz      | 715    |
| 4     | Jack Carthy      | 685    |
| 5     | Oliver Weightman | 555    |
| 6     | Marti Vayreda    | 530    |

## Frauen
| # | Datum         | Ort                  | Erste      | Zweite           | Dritte           |
| - | ------------- | -------------------- | ---------- | ---------------- | ---------------- |
| 1 | 7. Juli       | Myrkdalen            | Vera Barón | Alba Riera       | Nina Reichenbach |
| 2 | 15. September | Wadowice             | Vera Barón | Alba Riera       | Nina Reichenbach |
| 3 | 3. September  | Cordon               | Vera Barón | Nina Reichenbach | Alba Riera       |
| 4 | 24. November  | Mouilleron-le-Captif | Vera Barón | Nina Reichenbach | Nina Vabre       |

Gesamtwertung
| Platz | Name             | Punkte |
| ----- | ---------------- | ------ |
| 1     | Vera Barón       | 1000   |
| 2     | Nina Reichenbach | 760    |
| 3     | Nina Vabre       | 655    |
| 4     | Emma Louineau    | 505    |
| 5     | Alba Riera       | 460    |
| 6     | Laia Esquís      | 450    |